# Кведа-Самеба
Кведа-Самеба (груз. ქვედა სამება) — село в Грузії.
За даними перепису населення 2014 року в селі проживає 929 осіб.